# 騎警

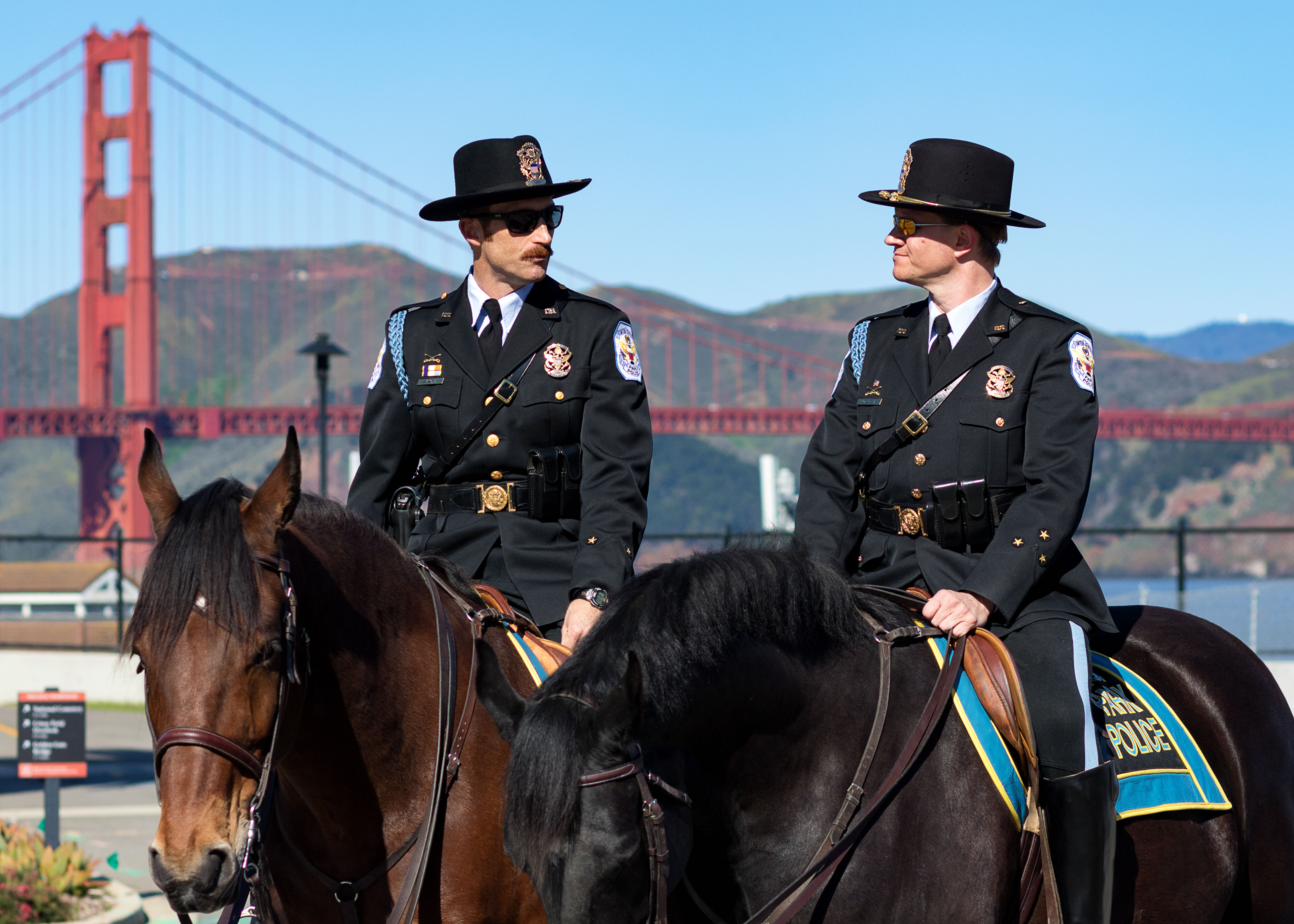
2017年，美國舊金山的兩名騎警

骑警是指骑在马匹、骆驼、自行车或摩托车上执行任务的警察。传统意义上骑警主要指骑马的警察，但随着时间的推移，骑警的概念已经扩展到使用其他交通工具的警察。

## 传统骑警
传统骑警骑在高大的马背上，拥有更好的视野，能够更好地观察周围环境。这种高度优势使得骑警在人群聚集的场合，如大型集会、示威游行等，能够有效地进行人群管控。
骑警的高度可见性也对潜在的犯罪行为具有一定的威慑作用。人们在需要警察帮助时能够更容易地找到他们，从而获得及时的帮助和支持。
然而，骑警的安全性是一个值得关注的问题。警用马匹可能会因为受惊、疲劳或健康问题而失去控制，导致警察或平民伤亡。在这种情况下，警方可能会被起诉。

## 摩托车骑警
摩托车骑警（或称作铁骑、摩托车巡逻队等）通常在需要快速响应或执行特殊任务时使用。摩托车比汽车更为机动，能够在拥堵的情况下迅速穿行，不仅能快速到达交通事故现场，还可以在紧急情况下进行交通疏导。

## 自行车骑警
自行车骑警通常在城市中心、公园、旅游景点等人流密集或者交通繁忙的地方使用。自行车的优势在于它们非常灵活，可以在狭窄的街道或人行道上行驶，而且几乎不受交通拥堵的影响。自行车骑警还可以轻松接近人群，有助于与公众建立良好的互动关系。在一些地区，自行车骑警还负责环境保护工作，例如在公园内巡逻，提醒游客遵守规定，保护自然资源。

## 各地骑警

### 加拿大皇家骑警[3]
加拿大的联邦警察机构，负责执行联邦法规，并通过与各省签订合同的方式提供省级和地方的警务服务。尽管名字中有“Mounted Police”，但现代RCMP在日常巡逻中很少使用马匹，仅在某些仪式活动中使用。RCMP的马术队在特殊场合展示加拿大皇家骑警的传统服饰。

### 伦敦警察厅骑警分局[4]
1760年成立的伦敦骑警队是世界上最早的骑警之一，主要负责人群控制、重要人物保护以及特殊活动的安全保障。

### 纽约市警察局骑警单位[5]
在纽约市，骑警主要在中央公园等公园和旅游景点进行巡逻。

### 美国公园警察骑警单位[6]
负责保护国家公园内的游客安全，特别是在华盛顿特区的国家广场。